# Nový Žeberk
Zaniklý hrad Nový Žeberk stál asi 900 m severozápadně od vesnice Pyšná na Zámeckém vrchu v nadmořské výšce 680 metrů v Krušných horách v okrese Chomutov. Zachovaly se výrazné terénní pozůstatky tří příkopů a drobné relikty budov porostlé bukovým lesem.

## Historie
Hrad (na historických mapách uváděný také jako Kleiner Seeberg) byl v písemných pramenech často zaměňován s nedalekým Borkem (dnes zámek Červený hrádek), a přestože byl spolehlivě lokalizován J. Čermákem už v roce 1962, uvádí ho Rudolf Anděl jako neznámou tvrz.

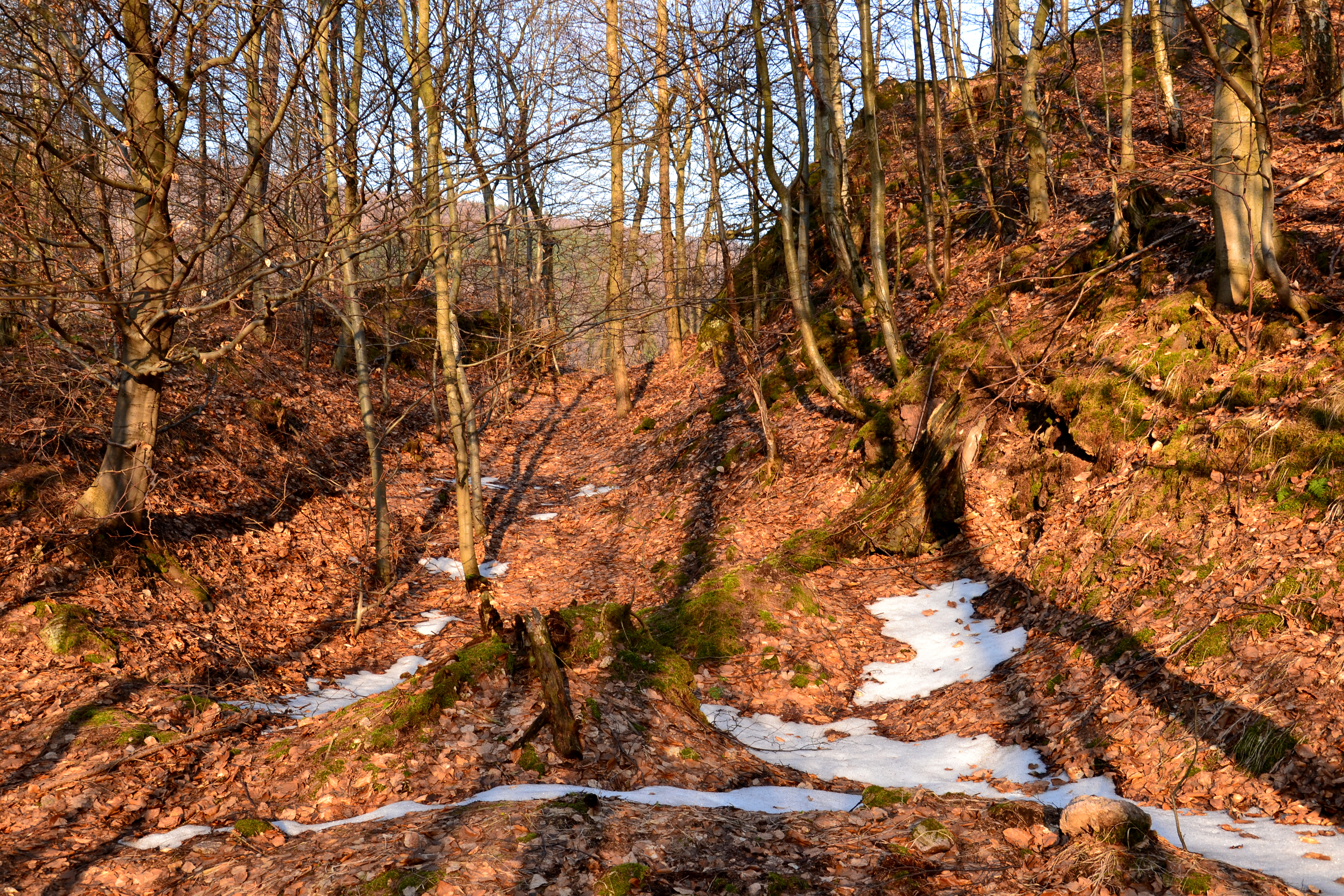
Druhý příkop

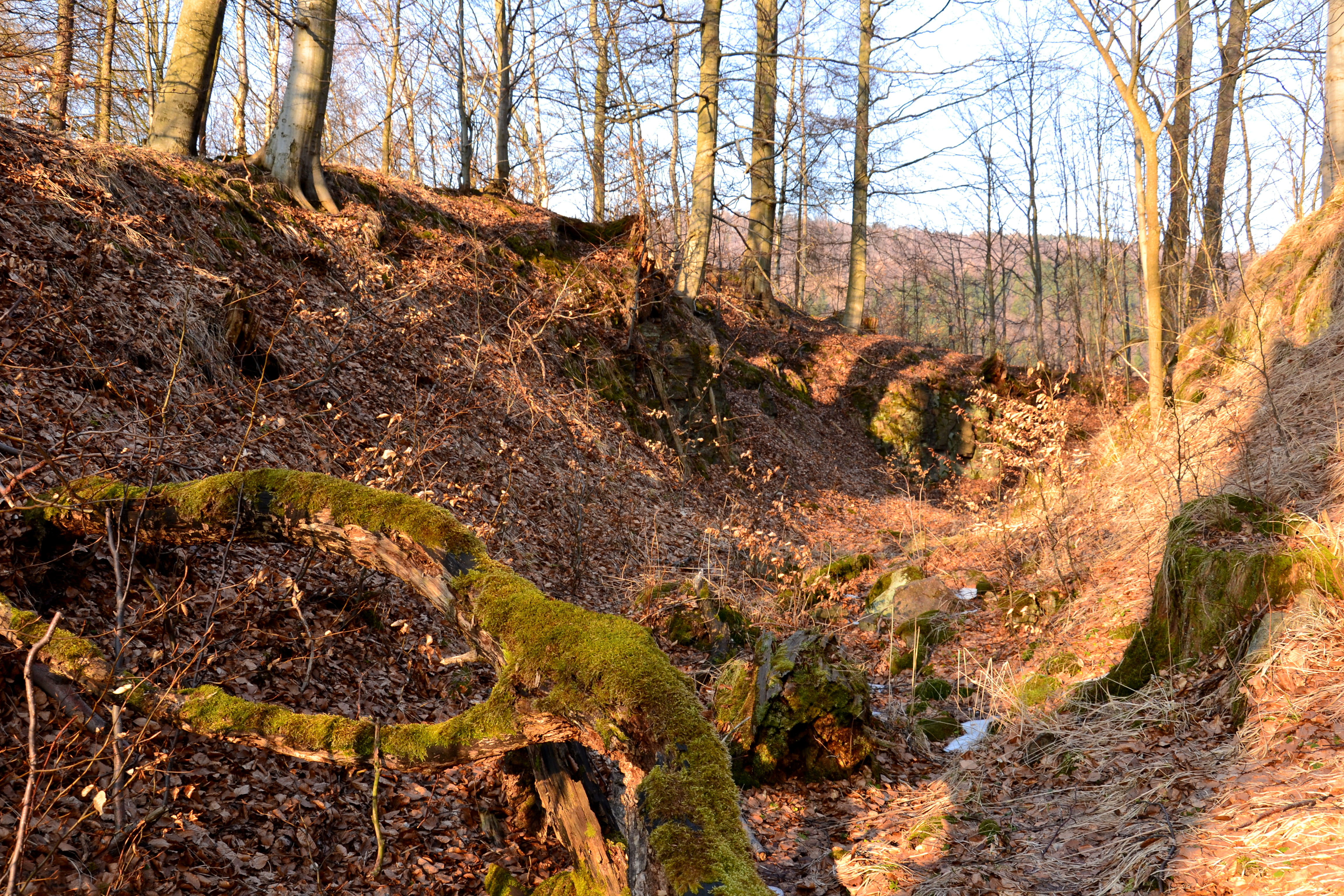
Třetí příkop

Zakladatelem hradu byl před rokem 1321 Albrecht ze Žeberka, nebo v letech 1321–1327 Ota z Bergova. První písemná zmínka pochází z roku 1327, ve které je Nový Žeberk uveden v majetku bratří z Bergova a odlišen od Starého Žeberka. Roku 1382 Ota III. z Bergova panství s hradem prodal za 3 140 kop pražských grošů Těmovi z Koldic spolu se Starým Žeberkem, třetinou města Jirkova a třetinou kostelních platů z Boleboře, Orasína a dalších vesnic. Podle stejné listiny k hradu patřila manství v Kundraticích, Kyjicích, Újezdě, Boleboři a Bernově. Po tomto roce Starý Žeberk pravděpodobně zanikl a oba hrady přestaly být rozlišovány.
Koldicové hrad vlastnili minimálně do roku 1402, ale z dochovaných listin vyplývá, že ho několikrát zastavili. Nejprve ho držel Albrecht ze Schauenforstu, od roku 1395 Albrecht, purkrabí z Leisneku, spolu se synem Vyrtem a od roku 1399 Jindřich z Ervěnic. Majitelů se na hradě po roce 1402 vystřídalo více. Jedním z nich byl zemský komtur řádu německých rytířů Albrecht z Dubé, později ho získal do zástavy Albrecht z Ervěnic (1407) a snad také Dětřich Kraa z Borku. V roce 1418 je jako majitel panství uváděn Vít ze Šumburka, později snad jeho syn Fejt a jako poslední použil predikát ze Žeberka Albert z Konipas roku 1453. Ten však později vystupuje pouze jako pán z Borku, takže je pravděpodobné, že Nový Žeberk byl někdy po polovině patnáctého století opuštěn.

## Stavební podoba

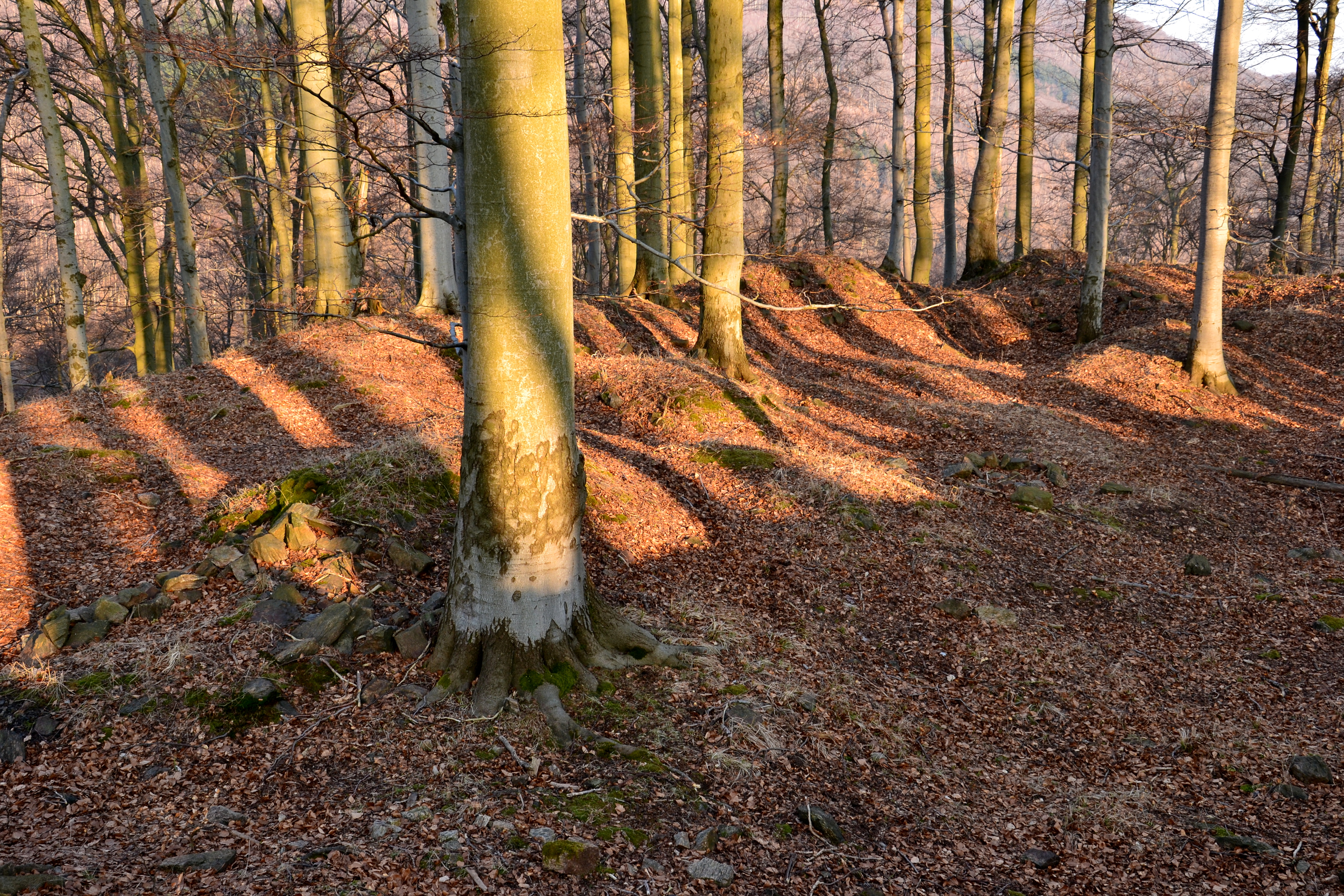
Prostor nádvoří s relikty severní hradby a hospodářské budovy

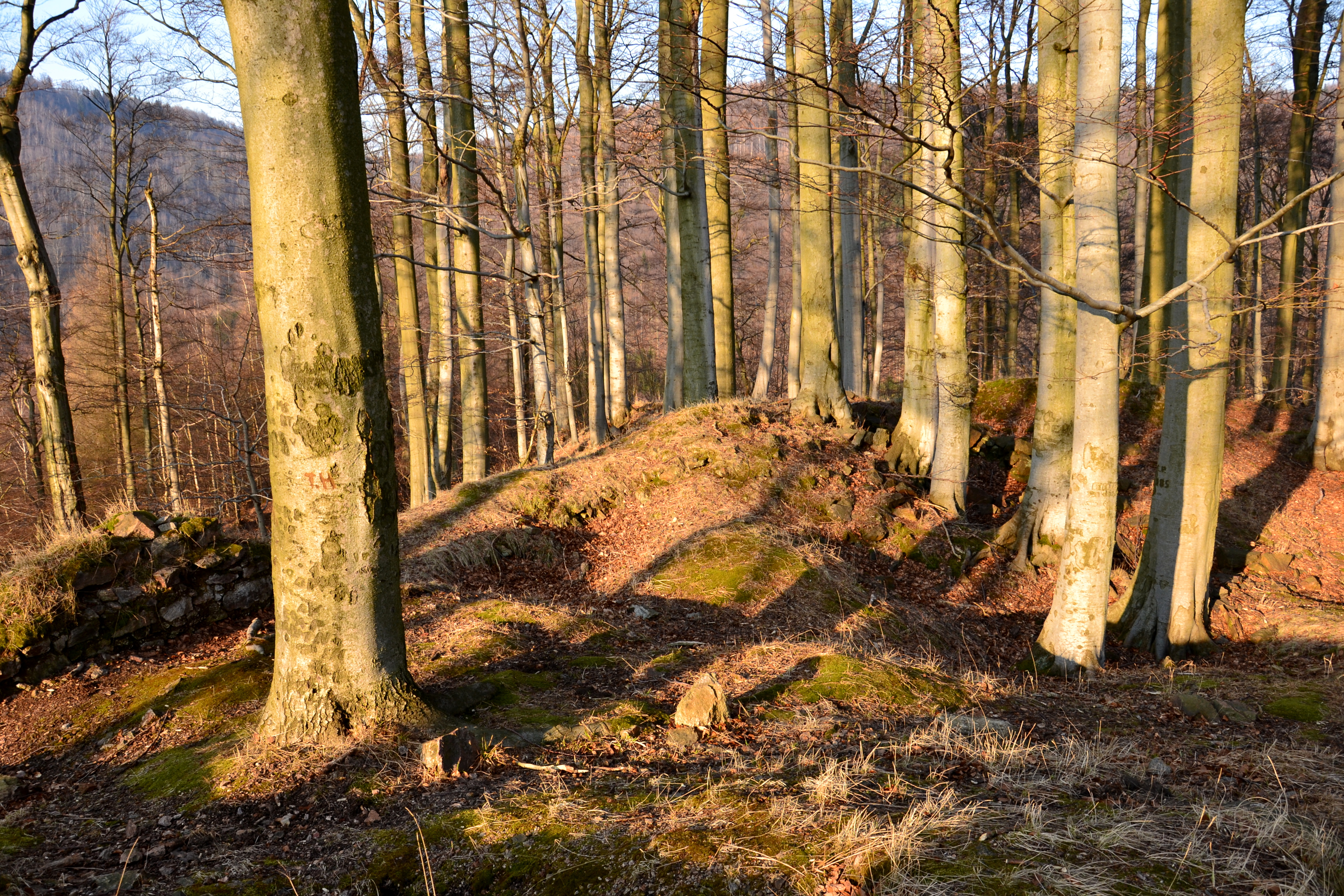
Prostor paláce

Hrad byl založen na kuželovitém ostrohu, který na třech stranách prudce spadá do údolí Kundratického potoka a jeho bezejmenného pravostranného přítoku. Přístupová cesta vedla ze severu, kde je svah kopce méně prudký. Musela překonat tři do skály tesané příkopy o šířce 4 metry, 4–8 metrů a 9–12 metrů. V prvním příkopu zůstal ponechán nevytesaný pruh skály pro cestu. Kromě příkopů se dochovaly také valy, které jsou patrně pozůstatkem opevnění tvořeného zdí z nasucho kladených kamenů a nějakou dřevěnou konstrukcí. Nad prvním příkopem snad stála kulisová brána. Druhá brána mohla být také kulisová či složitější průjezdnou podobu. Opevnění třetího oddílu zesilovaly tři sypané nárožní bašty. V jihovýchodním nároží bašta chybí a nahrazuje ji vysunuté opevnění parkánu. Brána se nacházela v prostoru severní bašty.
Po překonání třetího příkopu cesta vstoupila do trojúhelníkovitého nádvoří obehnaného hradbou, ale přesnou podobu brány neznáme. Vstup do hradu se nacházel v severním nároží a v první polovině patnáctého století jej zesílila pětiboká zděná bašta. Podél východní hradby nádvoří východní hradby stávala budova s rozměry 37 × 9,5 metru s pěti až šesti místnostmi v přízemí, které se dochovaly v podobě terénních reliktů. Další budova s rozměry 25 × 9 metrů se čtyřmi místnostmi stávala podél jižní hradby. Některé prostory v obou budovách byly podsklepené.
Nad nádvořím stálo malé jádro s palácem obdélníkového půdorysu o rozměrech 22 × 9 metrů. Zdivo paláce se téměř nedochovalo a celá plocha je pokryta spletí výkopů a pahorků vykopaného materiálu. Palác ze tří stran obíhal parkán, z jehož hradby se dochovalo jen několik nepatrných zbytků zdiva.
Rozsáhlé vnější opevnění pochází pravděpodobně z první poloviny patnáctého století. Zatímco Tomáš Durdík ho, vzhledem k ponechání neprokopané části příkopu, považoval za nedokončené, podle Milana Sýkory tvoří zemní opevnění spolu s pětibokou baštou promyšlený systém aktivní obrany.
Pod severním svahem vrchu se dochoval malý rybníček, který je pozůstatkem osady tvořící pravděpodobně hospodářské zázemí hradu.

## Přístup
Z Pyšné vede směrem k hradu zeleně značená cesta, která se však na severním okraji vesnice za posledními domy větví. K hradu odtud pokračuje neznačená cesta nejvíce vpravo. Nejprve po vrstevnici překoná sjezdovku, za kterou se stočí k severozápadu. V místech, kde míjí malý rybník, z ní vlevo odbočuje pěšina, která návštěvníka po sto metrech zavede na vrchol Zámeckého vrchu se zbytky hradu.